# Gabriele Titzer
Gabriele Titzer (* 12. März 1961) ist eine österreichische Politikerin (SPÖ). Titzer war von 2010 bis 2015 Abgeordnete zum Burgenländischen Landtag.
Titzer besuchte nach der Volksschule die Hauptschule und danach zwei Jahre lang eine Handelsschule. In der Folge war sie beruflich als Angestellte des Österreichischen Gewerkschaftsbundes tätig. Im politischen Bereich ist sie seit 1995 als stellvertretende Ortsfrauenvorsitzende in Großhöflein aktiv, von 2002 bis Juni 2005 war sie Gemeinderätin und Gemeindekassierin. Seit Juli 2005 ist Titzer nicht nur Gemeinderätin, sondern auch Mitglied des Gemeindevorstandes. Nachdem Titzer von 2000 bis August 2008 stellvertretende Bezirksfrauenvorsitzende gewesen war, übernahm sie am 4. September 2008 die Funktion der Bezirksfrauenvorsitzenden. Titzer war ab dem 24. Juni 2010 Abgeordnete zum Burgenländischen Landtag.
| Personendaten    | Personendaten                                          |
| ---------------- | ------------------------------------------------------ |
| NAME             | Titzer, Gabriele                                       |
| KURZBESCHREIBUNG | österreichische Politikerin (SPÖ), Landtagsabgeordnete |
| GEBURTSDATUM     | 12. März 1961                                          |